# Мігель Рейна
Мігель Рейна (ісп. Miguel Reina, нар. 21 січня 1946, Кордова) — іспанський футболіст, що грав на позиції воротар, зокрема, за клуби «Барселона» та «Атлетіко», а також національну збірну Іспанії.
Триразовий володар Кубка Іспанії з футболу. Чемпіон Іспанії. Володар Міжконтинентального кубка. Дворазовий володар трофею Самори.
Батько футбольного воротаря збірної Іспанії і низки європейських клубних команд початку XXI сторіччя Пепе Рейна.

## Клубна кар'єра
Народився 21 січня 1946 року в місті Кордова. Вихованець футбольної школи місцевого клубу «Кордова». Дорослу футбольну кар'єру розпочав 1964 року в основній команді того ж клубу, в якій провів два сезони, взявши участь у 46 матчах чемпіонату. 
Своєю грою за цю команду привернув увагу представників тренерського штабу клубу «Барселона», до складу якого приєднався 1966 року. Відіграв за каталонський клуб наступні сім сезонів своєї ігрової кар'єри. Відзначався досить високою надійністю, пропускаючи в іграх чемпіонату в середньому менше одного голу за матч. В сезоні 1972-1973 пропустив лише 21 м'яч у 34 іграх, здобувши Трофей Самори найнадійнішому воротареві Ла-Ліги.
1973 року перейшов до мадридського «Атлетіко», за який відіграв 7 сезонів. Більшість часу, проведеного у складі «Атлетіко», був основним голкіпером команди. В матчах за клуб «Атлетіко» (Мадрид) також не дозволяв суперникам забивати у свої ворота в середньому більше одного голу за гру. В сезоні 1976-1977 удруге став володарем Трофею Самори, пропустивши 29 разів у 30 іграх іспанської першості. Завершив професійну кар'єру футболіста виступами за «Атлетіко» (Мадрид) у 1980 році.

## Виступи за збірну
1966 року був включений до заявки національної збірної Іспанії для участі у фінальній частині чемпіонату світу 1966 року в Англії, де був лише резервним голкіпером.
Дебютував в офіційних матчах у складі збірної Іспанії лише 1969 року. Викликався до лав національної команди протягом 5 років, проте основним воротарем збірної не став. Провів за цей час лише 5 матчів.

## Титули і досягнення

### Командні
- Володар Кубка Іспанії з футболу (3):

«Барселона»:  1967-1968, 1970-1971
«Атлетіко»:  1975-1976
- Чемпіон Іспанії (1):

«Атлетіко»:  1976-1977
- Володар Кубка ярмарків (1):

«Барселона»: Суперфінал 1971
- Володар Міжконтинентального кубка (1):

«Атлетіко»:  1974

### Особисті
- Володар Трофею Самори (2):

1972-1973 (21 гол пропущено), 1976-1977 (29 голів пропущено)